# Norman Lindsay
Norman Alfred William Lindsay (22 de febrero de 1879 – 21 de noviembre de 1969) fue un escritor, escultor, historietista y boxeador australiano.  Sus dibujos sobre propaganda de guerra fueron de las imágenes más conocidas durante la Primera Guerra Mundial.

## Biografía
Norman era hijo del cirujano irlandés Robert Charles William Alexander Lindsay y de Jane Elizabeth Lindsay de Creswick. Quinto de diez hijos, fue hermano de los artistas Percy Lindsay (1870-1952), Lionel Lindsay (1874-1961), Ruby Lindsay (1885-1919), y Daryl Lindsay (1889-1976).
El 23 de mayo de 1899, Lindsay se casó con Catherine (Kate) Agatha Parkinson, en Melbourne. Su hijo Jack nació en Melbourne el 20 de octubre de 1900, seguido por Raymond en 1903 y Phillip en 1906. Se divorciaron en 1918. Phillip falleció en 1958 y Raymond en 1960. Siguiendo la tradición Lindsay, Jack se convirtió en un editor, escritor, traductor y activista prolífico.

### Rose
Rose Soady empezó a modelar para Norman en 1902. Se convirtió en su segunda esposa, su modelo más famosa, su mánager y la impresora de la mayoría de sus grabados. Para la época en que se marchó para Londres en 1909, Rose había suplantado a su esposa y se unió a él allí en 1910.
Se casó con Rose Soady el 14 de enero de 1920. Sus hijas, Janet y Helen (Honey) nacieron en 1920 y 1922 respectivamente. Honey permaneció en los Estados Unidos tras un viaje con su madre para esconder los trabajos de su padre al inicio de la Segunda Guerra Mundial, mientras que Jane adquirió un estudio de impresión en 1949.

## Trabajo

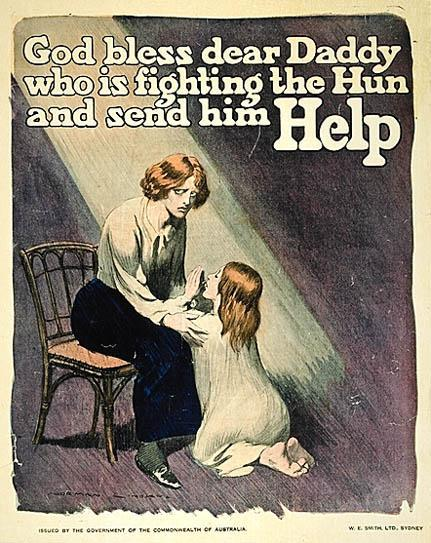
Propaganda antialemana, Niños en propaganda. Obra de Norman Lindsay, Carteles de reclutamiento de la Primera Guerra Mundial en Australia

Lindsay es ampliamente considerado como uno de los artistas más importantes de Australia, quien produjo un vasto cuerpo de obras en diferentes medios, incluyendo aguafuerte, acuarela, pintura al óleo y esculturas en hormigón y bronce.
Gran parte de su trabajo se encuentra albergado en su anterior casa en Faulconbridge (Nueva Gales del Sur), actualmente el Museo y Galería Norman Lindsay. Otros trabajos están en manos privadas o en colecciones corporativas. En 2002, una de sus pinturas al óleo, Inocencia de primavera, fue vendida a un precio récord de $AU 333.900 a la National Gallery of Victoria.

## Obra

### Novelas
- Un coadjutor en Bohemia (1913)
- Redheap (1930)
- Miracles by Arrangement (1932)
- Saturdee (1933)
- Pan in the Parlour (1933)
- El tenorio cauteloso (1934)
- Edad de consentimiento (1935)
- El primo de Fiji (1945)
- Halfway to Anywhere (1947)
- Dust or Polish? (1950)

### Literatura infantil
- The Magic Pudding (1918)
- The Flyaway Highway (1936)

### Libros de poesías
- illustraciones en: Francis Webb A Drum for Ben Boyd. Sídney: Angus & Robertson, 1948

### Otros
- Norman Lindsay: Pencil Drawings (1969)
- Creative Effort: an essay in affirmation (1924)
- The scribblings of an idle mind (1956)
- Norman Lindsay's pen drawings (1974)

### Autobiografías
- Bohemians of the Bulletin (1965)
- Rooms and Houses (1968)
- Mi Máscara (1970)